# Artyom Fedchuk
Bản mẫu:Eastern Slavic name
Artyom Konstantinovich Fedchuk (tiếng Nga: Артём Константинович Федчук; sinh ngày 20 tháng 12 năm 1994) là một cầu thủ bóng đá người Nga hiện tại thi đấu cho FC Avangard Kursk.

## Sự nghiệp câu lạc bộ
Anh có màn ra mắt tại Giải bóng đá chuyên nghiệp quốc gia Nga cho F.K. Spartak-2 Moskva vào ngày 5 tháng 10 năm 2013 trong trận đấu với FC Kaluga.
Anh thi đấu tại Chung kết Cúp bóng đá Nga 2017-18 cho FC Avangard Kursk vào ngày 9 tháng 5 năm 2018 tại Volgograd Arena với thất bại 2-1 trước đội vô địch F.K. Tosno.